# Sutaška

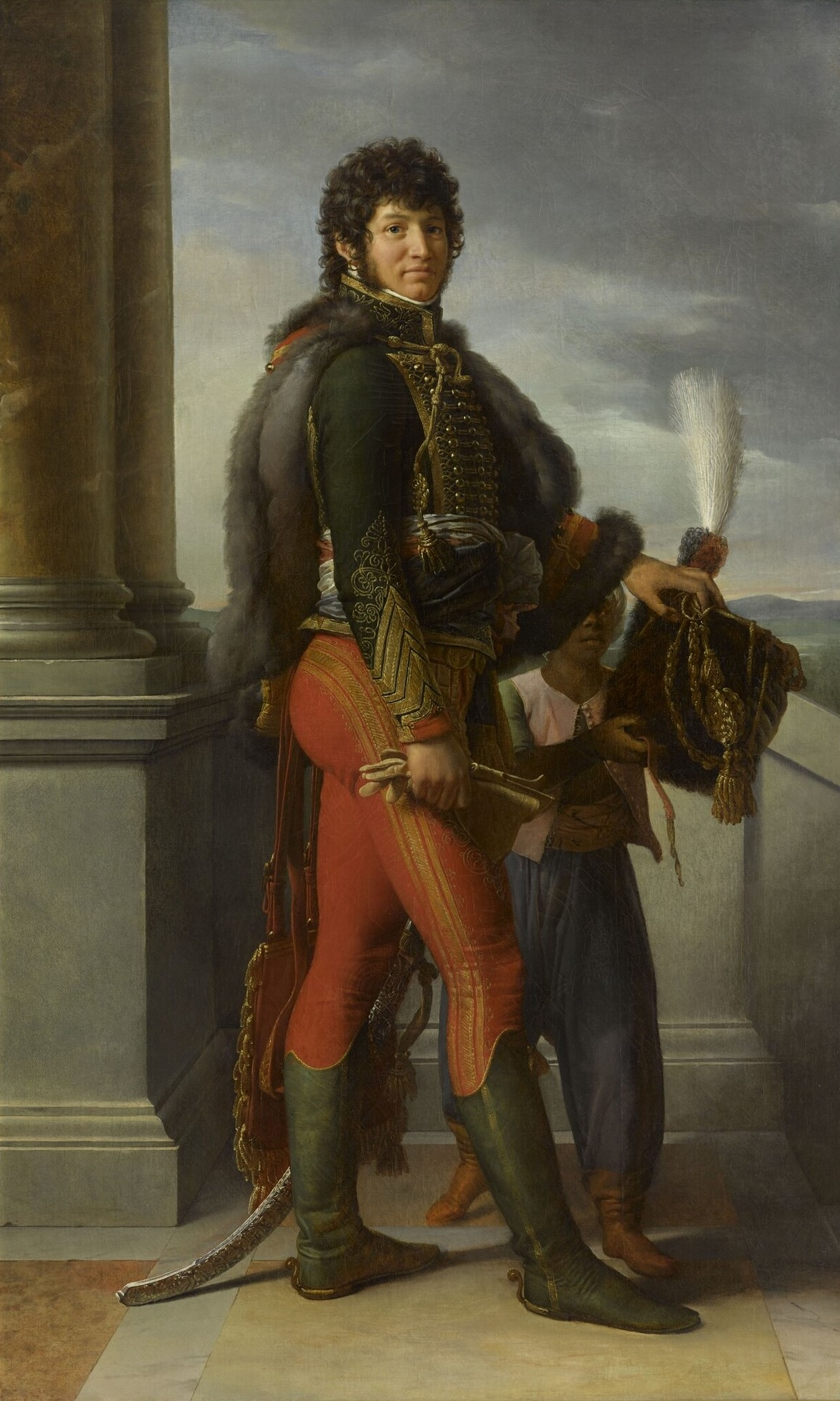
Sutašky na uniformě Napoleonova švagra Murata

Sutaška (z maďarského sujtas) je splétaný úzký prýmek, nejčastěji z bavlněné nebo viskózové příze.
Vyrábí se v šířce 3–10 mm v různých barvách na speciálních prýmkových splétacích strojích. Ke splétání sutašek se používá vždy lichý počet paliček (3–9) při 90–250 otáčkách stroje za minutu.
Sutašky se používají ke zdobení stejnokrojů, kabelek nebo např. k výrobě bižuterie prýmkovací technikou.
Odlišný výklad označení sutaška: V některých publikacích se pojem sutaška ztotožňuje s pojmem prýmek, někteří odborníci tvrdí, že se sutašky vyrábí jen se dvěma paličkami.